# Боррадори, Джованна
Джованна Боррадори (итал. и англ. Giovanna Borradori; род. 1963, Милан) — итальянский философ

. Профессор философии в Вассар-колледже (США). Специалист по континентальной философии, эстетике, философии архитектуры и философии терроризма. Успешно работает в жанре философского интервью. С 1989 года живёт в США.
В своей антологии «Перекодируя метафизику: Новая итальянская философия» (1988) познакомила американского читателя с такими итальянскими мыслителями XX века, как Дж. Ваттимо, Массимо Каччари, Марио Перниола и др.
В книге «Американский философ» (1994) её беседы с девятью наиболее значительными американскими философами (с Куайном, Дэвидсоном, Патнэмом, Нозиком, Данто, Рорти, Кэйвлом, МакИнтайром и Т. Куном) стали своего рода путевыми заметками путешественника в мир американской философии.
После террористической атаки 11 сентября 2001 года Боррадори сосредоточила своё внимание на изучение феномена терроризма с философской точки зрения. В своей работе «Философия во время террора», представляющей собой беседы с Юргеном Хабермасом и Жаком Деррида, она с помощью своих корректных вопросов и содержательных ответов мыслителей рисует состояние континентальной философии и мира после 11 сентября.
Переведённая на множество языков, эта книга стала одним из наиболее известных произведений по философии в последнее время.

## Сочинения
- Statuti dell’Universo Estetico Tardo-Antico e Strutture della Sintesi Iconoclasta. — Rivista di Estetica, 1983. — Vol. 14—15. — Pp. 113—130.
- La Forma Forte. Strategie della Modernità. — Fenomenologia e Scienze dell’Uomo, 1985. — Vol. 1. — Pp. 165—168.
- Una Liaison tra Webern e Cage: Conversazione con Morton Feldman. — Musica e Realtà, 1986. — Vol. 19. — Pp. 53—66.
- Review of La Fine della Modernità, by Gianni Vattimo. // The Journal of Aesthetics and Art Criticism, XLIV 3. — 1986. — Pp. 306—307.
- Weak Thought and Postmodernism. The Italian Shift from Deconstruction // Social Text. — Vol. 18. — 1987—1988. — Pp. 39—50.
- Towards an Architecture of Exile // C. Ingraham and M. Diani (eds.), Restructuring Architectural Theory. — Northwestern University Press, Evanston, IL, 1989. — Pp. 12—17.
- The Italian Heidegger: Philosophy, Architecture, and Weak Thought. — D: Columbia Documents for Architecture and Theory, Vol. 1. — Pp. 123—135.
- Il Pensiero Post-Filosofico. — Milan: Jaca Books, 1988.
- Recoding Metaphysics: The New Italian Philosophy, edited by. — Evanston, IL: Northwestern University Press, 1988.
- The American Philosopher: Conversations with Quine, Davidson, Putnam, Nozick, Danto, Rorty, Cavell, MacIntyre, Kuhn. — Chicago, IL: University of Chicago, 1994.
- Philosophy in a Time of Terror: Dialogues with Jürgen Habermas and Jacques Derrida. — Chicago, IL: University of Chicago Press, 2003.
- Боррадори, Джованна. Американский философ: Беседы с Куайном, Дональдом Патнэмом, Нозиком, Данто, Рорти, Кейвалом, МакИнтайром, Куном / Перев. с англ., изд. 2-е, перераб. — М.: Дом интеллектуальной книги, Гнозис, 1999. — 208 с. — ISBN 5-7333-0002-7.